# نصف دولار ماريلاند الذكرى المئوية الثالثة
نصف دولار ماريلاند الذكرى المئوية الثالثة قطعة تذكارية بقيمة خمسين سنتًا أصدرها مكتب سك العملة الأمريكي في عام 1934. يظهر على الوجه الأمامي سيسيل كالفرت، بارون بالتيمور الثاني، وشعار النبالة لولاية ماريلاند على الوجه الخلفي.
سعت لجنة الذكرى المئوية الثالثة لولاية ماريلاند إلى الحصول على عملة معدنية تكريماً للذكرى السنوية الثلاثمائة لوصول المستوطنين الإنجليز إلى ماريلاند. قدم عضوا مجلس الشيوخ في الولاية مشروع قانون لمثل هذه القطعة، ومُرر في مجلسي الكونغرس دون أي معارضة. أعد البروفيسور هانز شولر تصميمًا بالفعل؛ واجتاز المراجعة التي أجرتها لجنة الفنون الجميلة، على الرغم من الجدل الذي أثير آنذاك ومنذ ذلك الحين حول ما إذا كان اللورد بالتيمور، وهو فارس وكاثوليكي، ارتدى طوقًا نموذجيًا للبيوريتانيين.
باعت اللجنة حوالي 15,000 من الإصدار الكامل البالغ 25,000 مقابل دولار واحد لكل منها ( 19، وبعد ذلك خُفض السعر للمبيعات الكبيرة للتجار والمضاربين، حيث حصلوا على ما لا يقل عن خمسة وستين سنتًا لكل عملة. لقد زادت قيمتها مع مرور الوقت، وتقييمها الآن بمئات الدولارات.

## خلفية
كانت لجنة ماريلاند للاحتفال بالذكرى المئوية الثالثة، المسؤولة عن تنظيم الاحتفالات بالذكرى السنوية 300 لوصول المستوطنين الإنجليز عام 1634 إلى ما يُعرف الآن بولاية ماريلاند، ترغب في الحصول على نصف دولار تذكاري للاحتفال بهذه المناسبة. أسس المستوطنون الأوائل في ماريلاند مدينة سانت ماري على أرض منحها الملك تشارلز الأول لسيسيل كالفرت، بارون بالتيمور الثاني. أرادت لجنة الذكرى المئوية الثالثة استخدام الأرباح من العملة لتغطية نفقات احتفالات الذكرى السنوية. بالإضافة إلى البحث عن العملة المعدنية، طلبت اللجنة إصدار طابع بريدي تذكاري.
في عام 1934، لم تكن الحكومة تبيع العملات التذكارية- يعين الكونغرس، عند الموافقة على التشريعات، منظمة لها الحق الحصري في شرائها بالقيمة الاسمية وبيعها للجمهور مقابل علاوة. وفي حالة نصف دولار ماريلاند، كانت المجموعة المسؤولة هي لجنة الذكرى المئوية الثالثة، والتي كانت تعمل من خلال رئيسها أو سكرتيرها.

## تشريع
في 6 مارس 1934، قدم عضوا مجلس الشيوخ في ماريلاند، ميلارد إي. تيدينجس وفيليبس لي جولدسبورو، مشروع قانون لنصف دولار إحياءً للذكرى السنوية 300 لتأسيس ماريلاند؛ أُحيل إلى لجنة الخدمات المصرفية والعملة. أصدرت تلك اللجنة تقريرًا في 13 مارس، من خلال السيناتور جولدسبورو، أوصت فيه بإقرار مشروع القانون دون تعديل. عُرض مشروع القانون على مجلس الشيوخ في 20 مارس، وأُقر دون أي مناقشة مسجلة.
أُحيل مشروع القانون إلى مجلس النواب وإحالته إلى لجنة العملات، الأوزان، والمقاييس. أصدرت تلك اللجنة تقريرًا في 25 أبريل 1934، من خلال ممثل نيويورك أندرو سومرز، أوصت فيه بإقرار مشروع القانون، ولكن مع العديد من التعديلات، بما في ذلك زيادة سك العملة المصرح به من 10,000 إلى 25,000 والمطالبة بأن الحكومة الفيدرالية لن تدفع ثمن قوالب سك العملة وغيرها من الاستعدادات للسكة. في الثاني من مايو/أيار، أحضر سومرز مشروع القانون إلى مجلس النواب، وعندما طلب من المجلس النظر فيه، صرح سام رايبورن من تكساس أنه إذا كان هناك نقاش، فإنه سوف يعترض. وأوضح سومرز أنه على حد علمه لن يكون هناك أي نقاش. توماس إل. بلانتون، وهو أيضًا من تكساس، اقترح تعديلاً لزيادة عدد النسخ المطبوعة إلى 100 ألف نسخة، لكن هذا كان مجرد إجراء شكلي، حتى يتسنى طرح الأسئلة على سومرز. أوضح سومرز أن الرقم 25 ألفًا توصل إليه بالتشاور مع وزارة الخزانة. شعر بلانتون أن هناك حاجة إلى المزيد من العملات الفضية المتداولة، لكنه وسومرز اتفقا على أن العملات التذكارية، التي نادراً ما دخلت التداول وكانت تُنتقى بسرعة بشكل عام، لم تكن هي الحل. سحب تعديله، ووافق على مشروع القانون دون مزيد من المناقشة.
وبما أن مجلسي الكونغرس أقرا نسختين من مشروع القانون غير متطابقتين، عاد المشروع إلى مجلس الشيوخ. في 3 مايو، تقدم جولدسبورو بطلب إلى مجلس الشيوخ لقبول تعديلات مجلس النواب، ومُرر مشروع القانون دون مناقشة. أُقر مشروع القانون، الذي يجيز 25,000 نصف دولار، كقانون في 9 مايو 1934 بتوقيع الرئيس فرانكلين د. روزفلت.

## تحضير

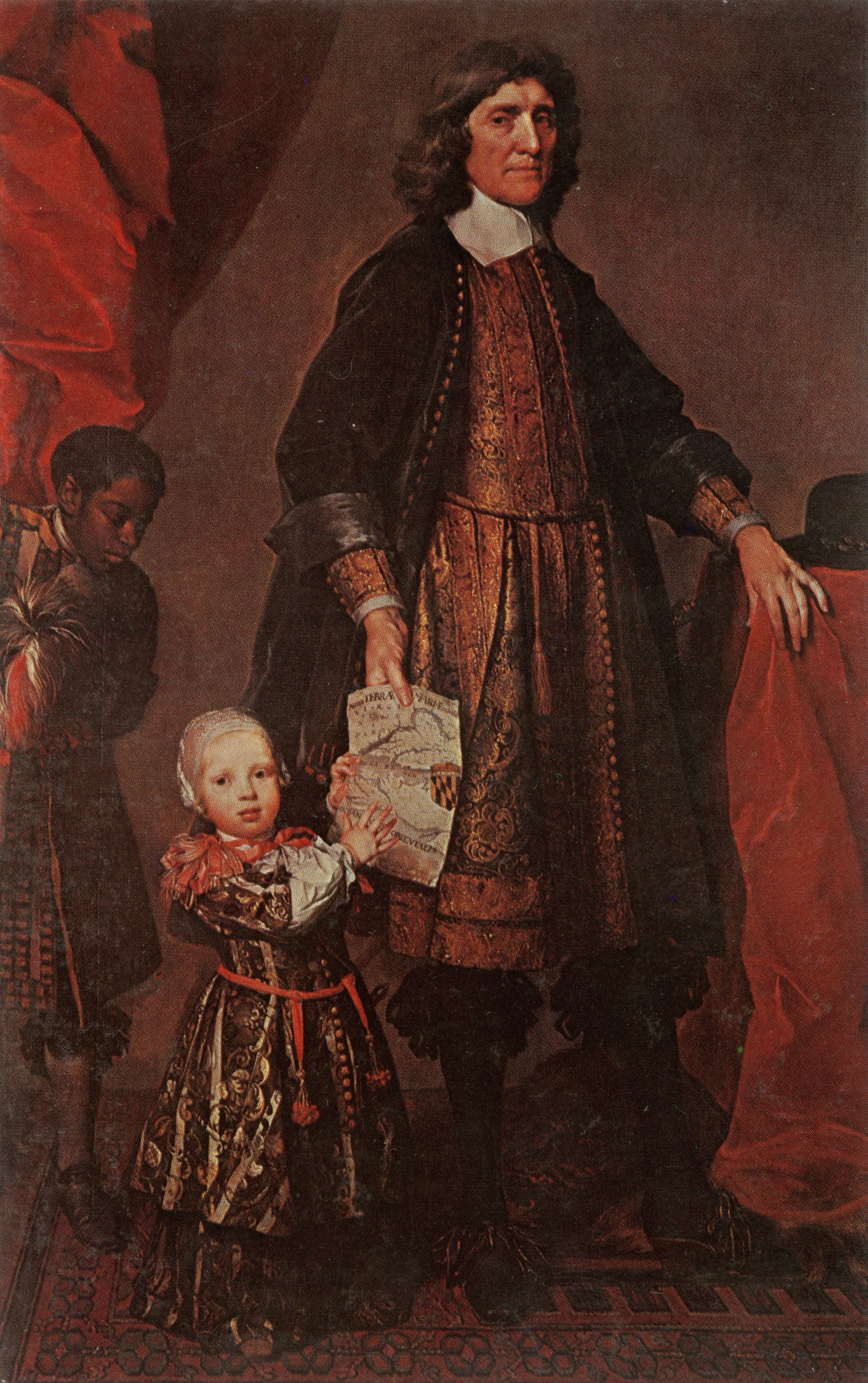
استخدمت هذه اللوحة التي تصور اللورد بالتيمور ، بريشة سويست ، كأساس للوجه الأمامي.

أُعدت التصميمات الخاصة بالعملة أثناء انتظار مشروع القانون، وفي 9 مايو، تأريخ الموافقة، أرسل سكرتير لجنة الفنون الجميلة، هانز كيمرير، برقية إلى عضو اللجنة النحات، لي لوري، موضحًا أن وزارة الخزانة تحتاج إلى إجابة فورية حول ما إذا كانت التصميمات مناسبة أم لا. سافر لوري بالقطار إلى فيلادلفيا لزيارة دار سك العملة هناك والتشاور مع كبير النقاشين، جون ر. سينوك. قدم لوري عدة اقتراحات، بما في ذلك حذف نقطة بين كلمتي HALF و DOLLAR وإعادة وضع المسافات بين الحروف في تلك الكلمات. أجرى مصمم العملة، هانز شولر من معهد ماريلاند للفنون، تغييرات وأعاد نماذج العملة الجصية إلى دار السك في اليوم الرابع عشر؛ وافق سينوك بشكل عام على التغييرات، لكن لوري كان لديه اقتراحات أخرى، بما في ذلك نقل عبارة " IN GOD WE TRUST من الخلف إلى الوجه، بجوار اللورد بالتيمور، الذي أصدر مرسومًا بالحرية الدينية في ماريلاند. كما شعر أيضًا أن ملابس اللورد بالتيمور لم تكن دقيقة، حيث صور بياقة عريضة اعتبرها لوري أكثر نموذجية للبيوريتانيين وليس الفرسان مثل بالتيمور، الكاثوليكي.
أجرى شولر تغييرات على الحروف، لكنه رفض قبول انتقادات الطوق، قائلاً إنه استند في تصويره إلى لوحة معروفة لمدينة بالتيمور رسمها جيرارد سويست. ولم يجادل لوري أكثر من ذلك، ومع حرص لجنة المئوية الثالثة على سك العملات المعدنية في أسرع وقت ممكن، أعطت لجنة الفنون الجميلة موافقتها. لتوفير الوقت، أعدت شركة Medallic Art Company في نيويورك قوالب العملات المعدنية لهذا الإصدار.

## تصميم

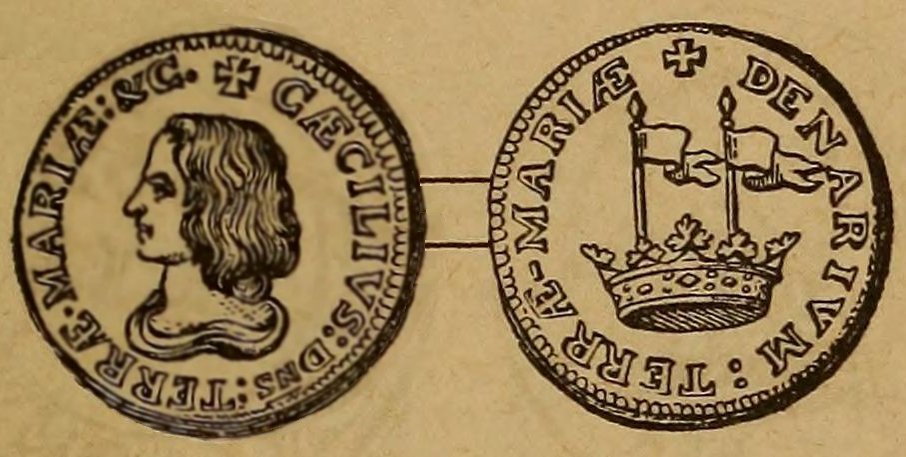
بنس استعماري أصدره اللورد بالتيمور، كما يظهر في كتاب من القرن التاسع عشر

يظهر الوجه الأمامي البارون بالتيمور الثاني. منذ وقت إصداره، انتقد بعض كتاب العملات النقدية الطريقة التي صور بها، وخاصة طوقه. ذكر أنتوني سوياتيك ووالتر برين، في عملهما المشترك على العملات التذكارية، أن اعتماد شولر على لوحة سوست "لا يُبرر طوق البيوريتانيين الذي ارتداه اللورد بالتيمور، فارس الفرسان. كان من الأفضل لشولر أن يلجأ إلى عملات اللورد بالتيمور نفسها، التي تُظهر صورة مختلفة تمامًا." أشار دون تاكساي إلى أنه "بما أن عملات كالفرت نفسها تُصوّره مرتديًا ثوبًا فضفاضًا، فإن اعتراض لجنة الفنون الجميلة على طوق البيوريتانيين كان على الأرجح في محله."
يتضمن الجانب الخلفي شعار النبالة لولاية ماريلاند؛ وشعارات اللورد بالتيمور مقسمة إلى أرباع مع شعارات زوجته. قطعة ميريلاند ونصف دولار مقاطعة يورك، ولاية ماين بمناسبة الذكرى المئوية الثالثة (1936) هما العملات الأمريكية الوحيدة التي تحتوي على صليب كجزء من تصميمها. يَظهر شعار الدولة على الشريط الموجود أسفل الذراعين، FATTI MASCHII PAROLE FEMINE، ويُترجم أحيانًا من الإيطالية إلى "الأفعال رجولية، والأقوال أنثوية". لاحظ سوياتيك وبرين في عام 1981 أن الدولة "لم تُظهر أي استعداد لرفض هذا الهراء الجنسي". في عام 2017، أقرّ المجلس العام لولاية ماريلاند قانونًا ينكر هذه الترجمة، قائلاً إنها تعني "أفعالًا قوية وكلمات لطيفة".  عُثر على الأحرف الأولى من اسم النحات، HS، بجوار حرف M في MARYLAND، على الوجه الآخر.
اشتكى مؤرخ الفن كورنيليوس فيرمول، في مجلده عن العملات والميداليات التذكارية الأمريكية، من أن قطعة ماريلاند "تبدو أشبه بميدالية إعلانية أكثر من نصف دولار تذكاري". اعتبر الوجه الأمامي تقليديًا "باستثناء التمثال النصفي المواجه، والذي أُعتبر في كثير من الأحيان تصميمًا جيدًا من قِبل الحائزين على الميداليات المتوسطة". أما الوجه الآخر، والذي أطلق عليه فيرمول اسم "القطعة القياسية" على العناصر النقدية، "فيمكن أن يكون بمثابة شارة رجل شرطة تقريبًا".

## الإنتاج والتوزيع

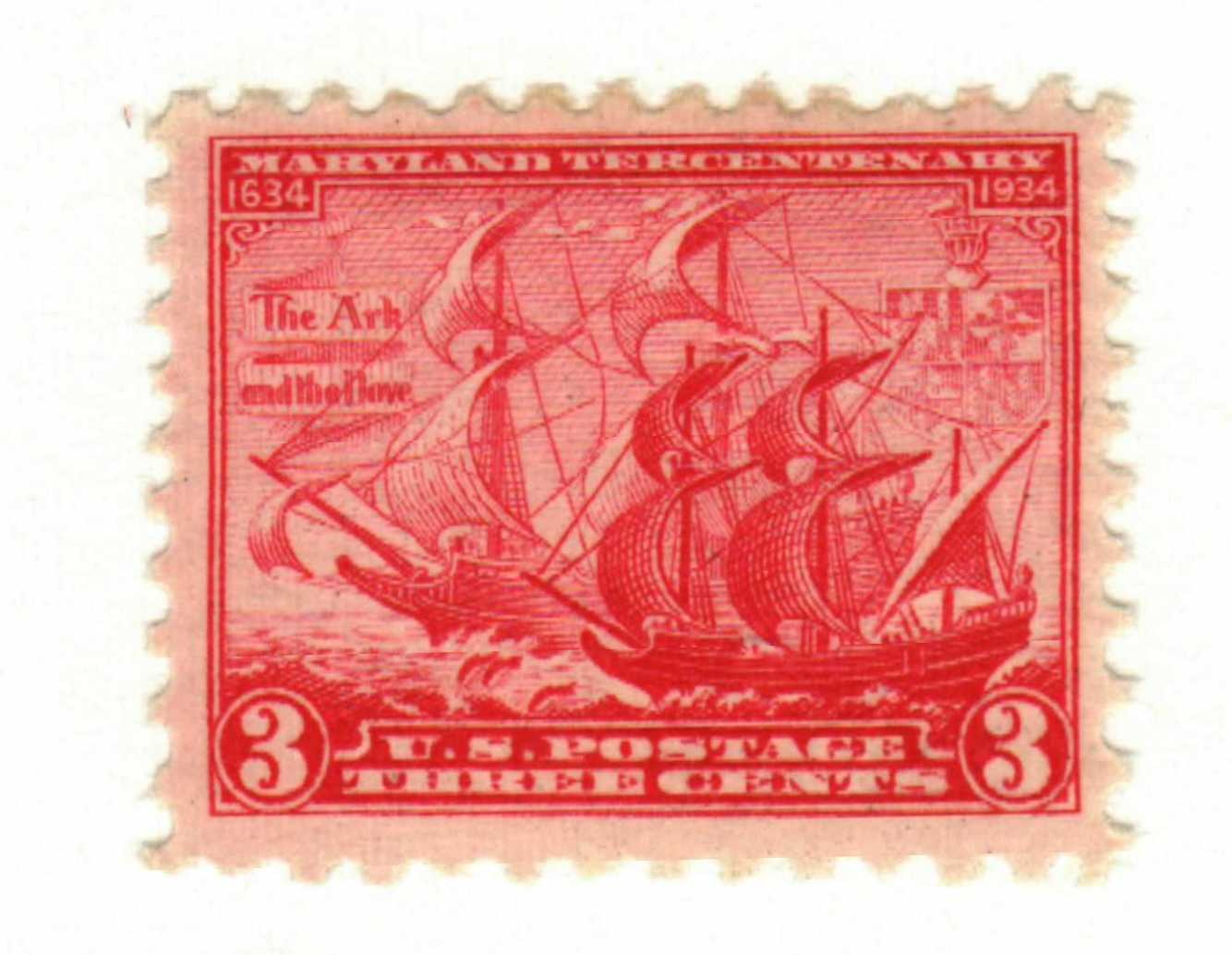
أصدرت إدارة البريد في الولايات المتحدة هذا الطابع بمناسبة الذكرى السنوية الـ300 لولاية ماريلاند.

في يوليو 1934، ضرب دار سك العملة في فيلادلفيا 25 ألف نصف دولار من ولاية ماريلاند، بالإضافة إلى 15 دولاراً إضافية احتفظ بها للفحص والاختبار في اجتماع لجنة التحليل السنوي لعام 1935. وتسليمها إلى لجنة الذكرى المئوية الثالثة في 10 يوليو، طرحت للبيع بسعر دولار واحد لكل منها. هذا جعل عملة ماريلاند هي العملة الأولى التي صرح بإصدارها في عهد إدارة روزفلت؛ وكان نصف الدولار المئوي في تكساس وافق عليه من قِبل الكونغرس في عام 1933، ولكن لم يسك حتى أكتوبر 1934. بحلول نهاية عام 1934، بيع حوالي 15,000 نصف دولار ماريلاند. بحلول هذا الوقت، انتهت احتفالات الذكرى المئوية الثالثة، وخفضت اللجنة السعر إلى 0.75 دولارًا. خفض السعر أكثر إلى 0.65 دولار، واستنفدت اللجنة مخزونها. عندما استفسر تاجر العملات المعدنية في تكساس ليمان دبليو هوفكر في مايو/أيار 1935، أبلغته اللجنة أن الكمية بيعت بالكامل، وأن حوالي 8000 قطعة بيعت بكميات كبيرة للتجار. شهد هوفكر أمام الكونغرس في مارس 1936 بشأن إساءة استخدام العملات التذكارية، وذكر أنه علم أن حوالي 1000 عملة ذهبت إلى تاجر في الجنوب الغربي، وعندما زار مكاتب لجنة المئوية الثالثة، أخبره مشغل المصعد أنه اشترى 500 عملة لوضعها جانباً للمستقبل.
بيع نصف دولار ماريلاند في متاجر التجزئة بحوالي 1.50 دولار في عام 1935، انخفض سعره إلى حوالي 1.25 دولار في حالة غير متداولة في عام 1940. وبعد ذلك ارتفعت قيمتها، حيث بيعت بحوالي 10 دولارات بحلول عام 1955، و300 دولار بحلول عام 1985. يُدرج الإصدار الفاخر من كتاب RS Yeoman 's A Guide Book of United States Coins، الذي نُشر في عام 2018، العملة المعدنية بسعر يتراوح بين 130 و325 دولارًا، اعتمادًا على الحالة. من المعروف أن هناك ما بين قطعتين إلى أربع قطع في حالة جيدة، بما في ذلك قطعتان كانتا ملكًا للنقاش الرئيسي سينوك. بيعت إحدى هذه العينات في مزاد بمبلغ 109,250 دولارًا في عام 2012.